# St. Stephanus (Edelsfeld)

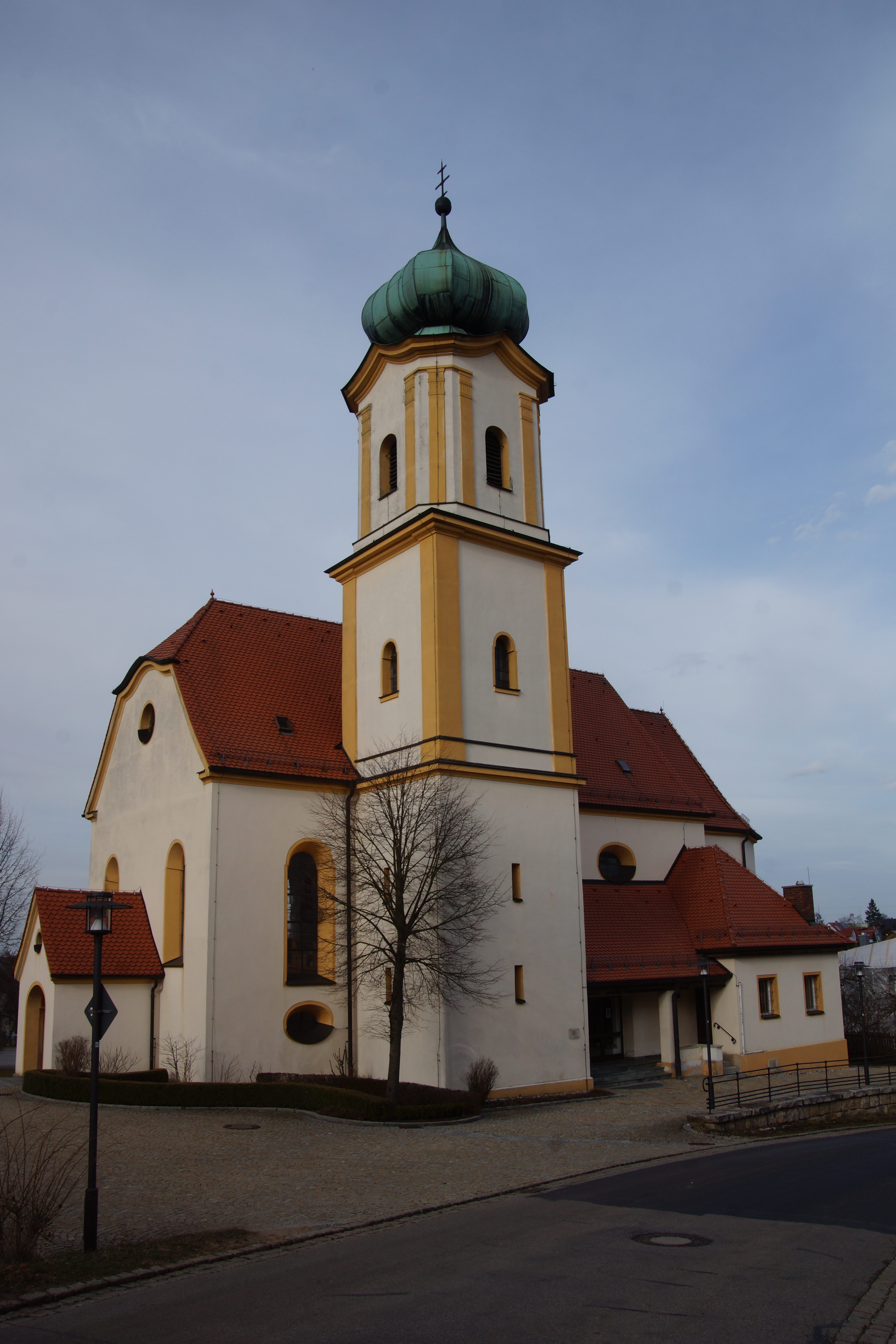
St. Stephanus (Edelsfeld)

Die römisch-katholische, denkmalgeschützte Pfarrkirche St. Stephanus steht in Edelsfeld, einer Gemeinde im Landkreis Amberg-Sulzbach der Oberpfalz. Die Pfarrei gehört zum Pfarrverband St. Wunibald Nord-Ost im Dekanat Habsberg des Bistums Eichstätt. Das Bauwerk ist unter der Denkmalnummer D-3-71-119-1 als Baudenkmal in die Bayerische Denkmalliste eingetragen.

## Beschreibung
Die neobarocke Saalkirche wurde 1910 erbaut, innen 1971 und außen 1986 renoviert. Sie besteht aus einem Langhaus, das mit einem Krüppelwalmdach bedeckt ist, einem eingezogenen, dreiseitig geschlossenem Chor im Osten und einem dreigeschossigen, mit einer Zwiebelhaube bedeckten Kirchturm an der Südseite des Langhauses. 
Der Innenraum ist mit einem Stichkappengewölbe überspannt. Zur Kirchenausstattung gehört ein 1687 gebauter Hochaltar, ein Flügelaltar, auf dessen Altarretabel der heilige Stephanus dargestellt ist. Auf den Flügelbildern sind der heilige Wendelin und der heilige Ägidius zu sehen. Die Kanzel wurde Mitte des 17. Jahrhunderts gebaut. Die Orgel wurde von der Orgelbau-Anstalt Strebel in den Prospekt der 1698 von Elias Hößler gebauten Orgel eingebaut.